# Crotalus unicolor
Crotalus unicolor este o specie de șerpi din genul Crotalus, familia Viperidae, descrisă de Lidth De Jeude 1887. A fost clasificată de IUCN ca specie pe cale de dispariție (stare critică). Conform Catalogue of Life specia Crotalus unicolor nu are subspecii cunoscute.